# 万
万（まん、旧字体：萬）は漢字文化圏における数の単位の一つ。現在の日本国・中国・朝鮮ではいずれも 104【=1万=10,000】 を表す。
現在日本・台湾・韓国で一般的な命数法の方式では、この万を基礎として1万倍ごとに新たな単位が付く方式（万進）となっており、億以上の単位は全て万の整数乗で表せる。
「万物」、「万人」のように数や程度が非常に多い、またその全てといった意味を持つ場合もある。
なお、漢字としての万(まん、ばん)は万(ぼく、もく)とも読み、後者は主に漢姓及び一般に中国における復姓において使用されるものであり、前者とは別個のものであるが統一され表記されることが多い。(例：万俟)

## 西洋の命数法
Myriad（ミリアッド、ミリアド） が万（英語：ten thousand）に該当するが、英語では「無数」の意味で使用されている。

## 過去に使用されていた接頭辞
ミリア(myria)は1935年までメートル法で使われていた万（104）を表す接頭辞である。記号は my 。

## その他
万という漢字を”よろず”と読んだ場合は、数が多いことを示す（ウィクショナリーを参照のこと）。